# Турнемир (Аверон)
Турнеми́р (фр. Tournemire, окс. Tornamira) — коммуна во Франции, находится в регионе Окситания. Департамент — Аверон. Входит в состав кантона Сент-Африк. Округ коммуны — Мийо.
Код INSEE коммуны — 12282.
Коммуна расположена приблизительно в 550 км к югу от Парижа, в 135 км восточнее Тулузы, в 60 км к юго-востоку от Родеза.

## Население
Население коммуны на 2008 год составляло 437 человек.
| 1962 | 1968 | 1975 | 1982 | 1990 | 1999 | 2008 |
| ---- | ---- | ---- | ---- | ---- | ---- | ---- |
| 737  | 645  | 521  | 473  | 474  | 416  | 437  |

## Экономика

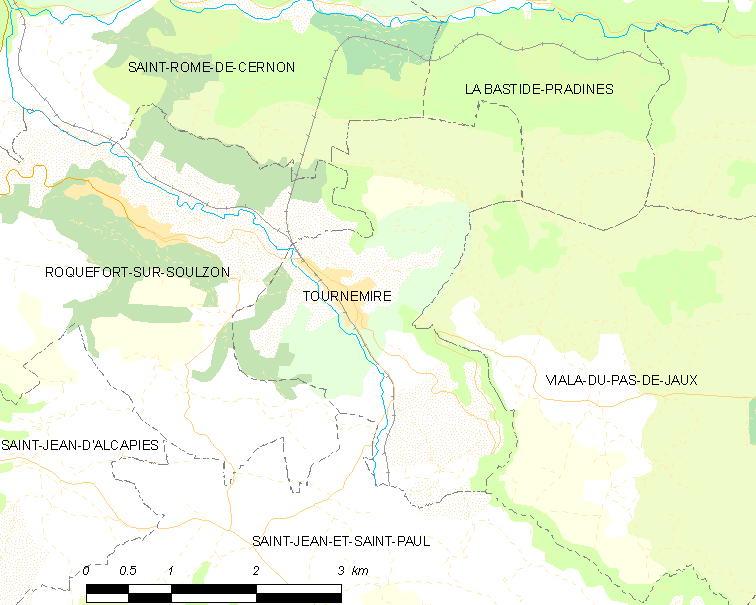
Карта коммуны

В 2007 году среди 276 человек в трудоспособном возрасте (15—64 лет) 192 были экономически активными, 84 — неактивными (показатель активности — 69,6 %, в 1999 году было 69,1 %). Из 192 активных работали 166 человек (89 мужчин и 77 женщин), безработных было 26 (7 мужчин и 19 женщин). Среди 84 неактивных 18 человек были учениками или студентами, 44 — пенсионерами, 22 были неактивными по другим причинам.